# Blender

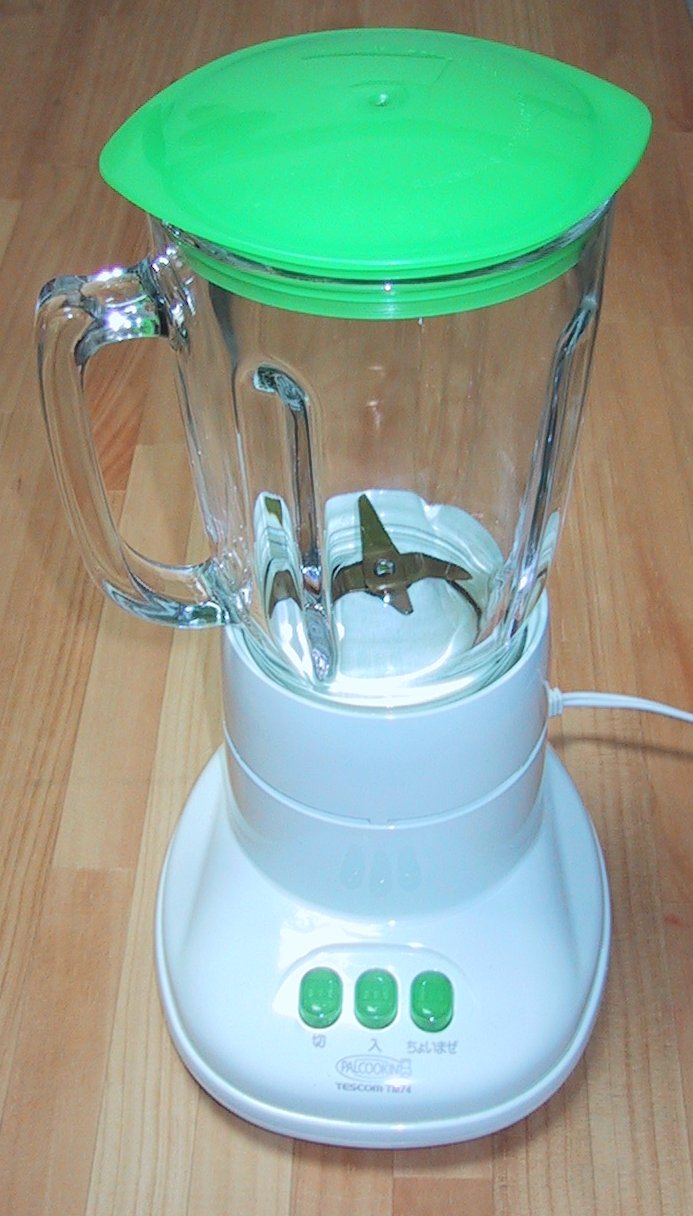
Blender staționar

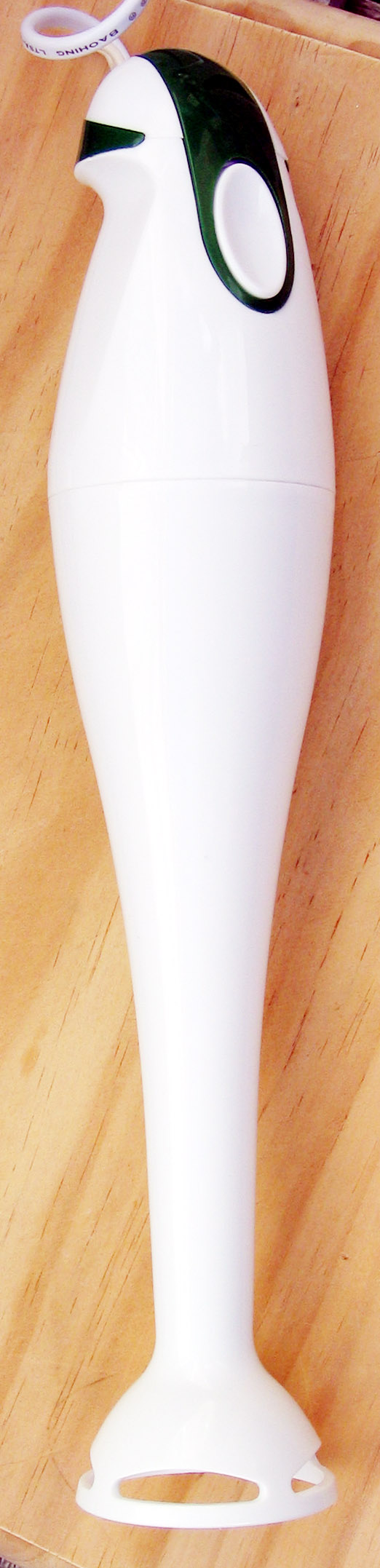
Blender de mână

Blenderul este un aparat electric de bucătărie, care servește la tocare și batere, pentru preparare de piureuri și emulsii  din alimente și alte substanțe. Există blendere staționare care constau din blender cu container și blendere de mână submersibile, care pot fi folosite cu orice container, vas.